# Квинт Фуфий Кален
Квинт Фуфий Кален (на латински: Quintus Fufius Calenus; † 40 пр.н.е.) е римски политик и привърженик на Гай Юлий Цезар.
Фуфий Кален помага през 62 пр.н.е. на Публий Клодий Пулхер при неговата защита в Bona Dea – Скандал (Цицерон, Ad. Att. 1.16). (Клодий се появява на празника Bona Dea в женски дрехи в дома на понтифекс максимус Цезар, за да се срещне с неговата съпруга. Той е признат за невинен чрез подкуп на съда.)
Кален е през 61 пр.н.е. народен трибун, след две години претор. След започването на гражданската война той се присъединява към Цезар, бие се под негово командо през 51 пр.н.е. в Галия и 49 пр.н.е. в Испания. След победата в битката при Фарсала 48 пр.н.е. е изпратен обратно в Италия. През 47 пр.н.е. той става консул. След убийството на Цезар през 44 пр.н.е. той помага на Марк Антоний против Октавиан, по-късният Август. Той губи след четири години като генерал битка в Алпите против октавианските войски и е убит в тази битка. Неговият син става командир на войската и се бие на страната на Октавиан.